# Pleurocera walkeri
Telescope hornsnail (Pleurocera walkeri) là một loài động vật chân bụng trong họ Pleuroceridae. Nó là loài đặc hữu của Hoa Kỳ.